# Nibywstawki

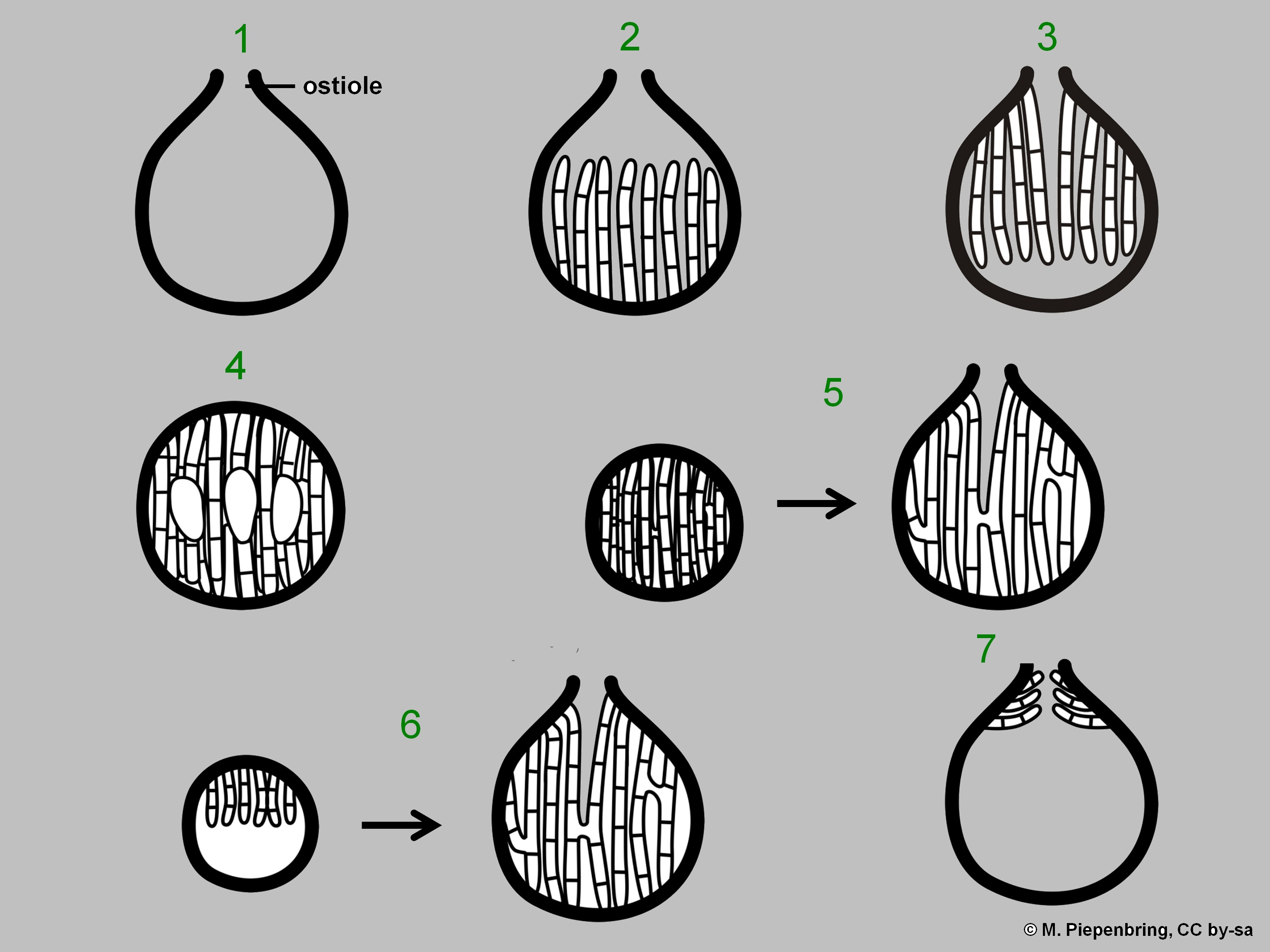
Typy hamatecjum: 1 – pusty owocnik, 2 – z parafizami, 3 – z parafizami wierzchołkowymi, 4 – ze strzępkami pseudparenchymy, 5 – z parafyzoidami, 6 – z pseudoparafizami, 7 – z peryfizami

Nibywstawki, pseudoparafyzy, pseudoparafizy (ang. pseudoparaphyses) – rodzaj płonnych strzępek występujących w owocnikach typu pseudotecjum u niektórych grzybów. Wyrastają powyżej poziomu worków, a następnie pomiędzy workami rosną w dół i wrastają w podstawę owocnika. Zazwyczaj nibywstawki są dość szerokie, czasami rozgałęzione i czasami posiadają nieregularnie rozmieszczone przegrody. Czasami tworzą między sobą anastomozy
Oprócz wstawek i nibywstawek w hamatecjum, czyli zbiorze płonnych elementów owocnika mogą się znajdować parafyzoidy, peryfyzoidy i peryfizy. Obecność tych elementów i ich morfologia mają duże znaczenie przy oznaczaniu wielu gatunków grzybów, zwłaszcza mikroskopijnych.